# Slinki
Slinki je prekomprimovana heliksna opružna igračka koju je izumeo Ričard Džejms početkom 1940-ih. Ona može da izvede brojne trikove, uključujući putovanje niz stepenice od kraja do kraja, dok se proteže i ponovo oblikuje uz pomoć gravitacije i sopstvenog zamaha, ili dok izgleda kao da levitira neko vreme nakon što je je odbačen. Ove zanimljive karakteristike doprinele su njegovom uspehu kao igračke u matičnoj zemlji, Sjedinjenim Državama, što je rezultiralo razvojem mnogih popularnih igračaka sa slinkijevim komponentama u širokom spektru zemalja.

## Istorija
Slinki je izumeo i razvio američki mornarički inženjer Ričard T. Džejms 1943. godine, i demonstrirao ga je u robnoj kući Gimbels u Filadelfiji novembra 1945. Igračka je bila hit, prodavši celokupan inventar od 400 jedinica za devedeset minuta. Džejms i njegova supruga Beti osnovali su Džejms Industrije u Klifton Hajtsu u Pensilvaniji, da bi proizveli Slinki i nekoliko srodnih igračaka kao što su Slinki Dog i Suzi, Slinki Vorm. Godine 1960, Džejmsova supruga Beti postala je predsednik Džejms Industrija, a 1964. preselila je operacije nazad u Holidejseurg u Pensilvaniia. Godine 1998, Beti Džejms je prodala kompaniju preduzeću Puf Produkti, Ink.
Slinki je prvobitno koštao 1 USD, ali su mnogi platili mnogo više zbog povećanja cena opružnog čelika u celoj državi Pensilvanija; međutim, tokom čitave svoje istorije imao je skromne cene kao rezultat želje Beti Djejms da igračka bude pristupačna za siromašne kupce. Slinki se koristio ne samo kao igračka u igraonici. On se pojavio u učionici kao nastavno sredstvo, u ratu kao radio antena i u fizičkim eksperimentima agencije NASA. On je uvršćen je u Nacionalni hol slavnih igračaka pri Strongu u Ročesteru u Njujorku 2000. godine. Slinki je 2003. godine imenovan u spisku „Vek igračaka“ Udruženja industrije igračaka. U svojih prvih 60 godina Slinki je prodao 300 miliona primeraka.

### Nastanak
Godine 1943, Ričard Džejms, mornarički mašinski inženjer stacioniran u brodogradilištima Vilijam Kramp & Sans u Filadelfiji, razvijao je opruge koje su mogle da podržavaju i stabilizuju osetljive instrumente na brodovima u uzburkanom moru. Džejms je slučajno oborio jednu od opruga s police i posmatrao kako opruga u nizu lukova „zakoračuje“ na hrpu knjiga, na sto i na pod, gde se ponovo smotala i stajala uspravno. Džejmsova supruga Beti kasnije se prisetila: „Došao je kući i rekao: ’Mislim da ako imam pravo svojstvo čelika i pravu zatezanje; mogao bih ga naterati da hoda.’“ Džejms je eksperimentisao sa različitim vrstama čelične žice tokom sledeće godine, i konačno pronašao oprugu koja hoda. Beti je u početku bila sumnjičava, ali se predomislila nakon što je igračka bila fino podešena i deca iz susedstva su pokazala uzbuđeno interesovanje za nju. Ona je nazvala igračku Slinki (što znači „uglađena i graciozna“), nakon što je pronašla reč u rečniku, i odlučila da ta reč tačno opisuje zvuk metalne opruge koja se širi i urušava.
Sa zajmom od 500 USD, par je osnovao Džejms Industrije (prvobitno Džejms Spring & Vajer Kompani), u kojoj je 400 Slinki jedinica napravljeno u lokalnoj mašinskoj radnji i ručno umotano u žuti papir. Cena im je bila 1 USD po komadu. Svaka je bila visoka 221⁄2" visoka, i sadržala 98 namotaja visokokvalitetnog plavo-crnog švedskog čelika. Džejmsovi su imali poteškoća s prodajom Slinkija prodavnicama igračaka, ali su u novembru 1945. dobili dozvolu da postave kosu ravan u odeljku za igračke robne kuće Gimbels u Filadelfiji za demonstraciju igračke. Slinki je bio hit, i prvih 400 primeraka prodato je u roku od devedeset minuta. Godine 1946, Slinki je predstavljen na Američkom sajmu igračaka.

### Naknadni razvoji
Ričard Džejms je otvorio prodavnicu u Olbaniju u državi Njujork, nakon što je razvio mašinu koja je mogla da proizvodi Slinki u roku od nekoliko sekundi. Igračka je bila pakovana u kutiju sa crnim slovima i reklamiranje je zasitilo Ameriku. Džejms se često pojavljivao u televizijskim emisijama za promociju Slinkija. Godine 1952, debitovao je Slinki dog. Ostale Slinki igračke predstavljene pedesetih godina prošlog veka uključuju Slinki voz Loko, Slinki crv Suzi i Slinki Lude Oči, par naočara koje koriste Slinkije preko očnih otvora pričvršćenih za plastične očne jabučice. Džejms Industrije je licencirao patent za nekoliko drugih proizvođača, uključujući Vilkening Mfg. Ko. iz Filadelfije i Toronta, koji su proizvodili igračke usredsređene na opruge, poput skočne žabe gospodina Viglija i kauboja gospodina Viglija. U prve dve godine, preduzeće Džejms Industrije je prodalo 100 miliona slinkija (po ceni od 1 USD po komadu, što bi bilo ekvivalentno 6 milijardi USD, prilagođeno inflaciji, u bruto prihodu tokom tih 5 godina).
Godine 1960, Ričard Džejms je napustio kompaniju nakon što je njegova supruga podnela zahtev za razvod i postao je evanđeoski misionar u Boliviji kod Viklifskih biblijskih prevodilaca. Beti Džejms je upravljala kompanijom, žonglirala poverioce i 1964. godine je preselila kompaniju u Holidejsberg u Pensilvaniji. Ričard Džejms je umro 1974. Kompanija i njena linija proizvoda proširili su se pod vođstvom Beti Džejms. Godine 1995, ona je objasnila uspeh igračke agenciji Asošijeted pres rekavši: „To je njena jednostavnost.“
Beti Džejms je insistirala da originalni Slinki ostane pristupačan. Godine 1996, kada se cena kretala od 1,89 do 2,69 dolara, rekla je za Njujork tajms: „Toliko puno dece ne može imati skupe igračke, i ja osećam pravu obavezu prema njima. Zgrožena sam kada odem u božićnu kupovinu i $60 do $80 za igračku nije ništa”. U 2008. godini Slinki je koštao $4 do $5, a Slinki dogs oko $20. 
Godine 1998, Džejms Industrije su prodate kompaniji Puf Produkti, Inc. iz Plimuta u državi Mičigen, proizvođaču penastih sportskih lopti. Slinki je nastavio produkciju u Holidajsbergu. Godine 2003, Džejms Industrije su se spojili sa Puf Produktima, Ink, čime je formirana firma Puf-Slinki, Ink.
Beti Džejms je umrla od kongestivne srčane insuficijencije u novembru 2008, u svojoj devedesetoj godini, nakon što je bila predsednica Džejms Industrija od 1960. do 1998. Preko 300 miliona Slinkija prodato je između 1945. i 2005. godine, a originalni Slinki i dalje je bestseler.

## Nagrade i počasti
Godine 1999, Poštanska služba Sjedinjenih Država izdala je poštansku marku Slinki. Slinki je primljen u Nacionalnu kuću slavnih igračaka 2000. godine u njihovoj seriji maraka Proslave veka. Ričard Gajst je predstavio predlog zakona o nominovanju Slinkija za državnu igračku u Pensilvaniji 2001. godine, ali predlog nije usvojen. Iste godine, Beti Džejms je primljena u halu slavnih Udruženja industrije igračaka. Slinki je 2003. godine imenovan na „Spisak igračaka veka“ Udruženja industrije igračaka, kao jedna od 100 najupečatljivijih i najkreativnijih igračaka dvadesetog veka.

## Druge upotrebe
Nastavnici srednjih škola i profesori na univerzitetima koristili su Slinkije za simulaciju svojstava talasa, američke trupe u Vijetnamskom ratu koristile su ih kao mobilne radio antene (kao i radioamaterski operatori), a NASA ih je koristila u eksperimentima fizike nulte gravitacije u Spejs-šatlu.
Slinki i slične opruge mogu se koristiti za stvaranje zvučnog efekta nalik na 'laserski pištolj'. To se postiže držanjem Slinkija u vazduhu i udaranjem jednog kraja, što rezultira metalnim tonom koji naglo smanjuje visinu tona. Efekat se može pojačati pričvršćivanjem plastične čaše na jedan kraj Slinkija.
Džon Kejdž je 1959. godine komponovao avangardno delo pod nazivom Zvuci Venecije, koje je koristilo (između ostalog) klavir, mermernu ploču i venecijansku metlu, kavez za kanarinace i pojačani Slinki.
Metalni Slinki se može koristiti kao antena, koja rezonira između 7 i 8 MHz. Tokom rata u Vijetnamu korišćena je kao prenosna antena za lokalnu VF komunikaciju. Ova postavka je imala mnogo prednosti nad alternativama: male dimenzije, brzu i tihu instalaciju, višekratnu upotrebljivost, dobar poletni ugao za lokalnu komunikaciju i dovoljno dobre performanse. Takođe se koristio za proširenje dometa ručnog radija.
Godine 1985, u saradnji sa Svemirskim centrom Džonson i Muzejom prirodnih nauka u Hjustonu, astronauti Diskaverija napravili su video koji demonstrira kako se poznate igračke ponašaju u svemiru. „Uopšte ne odskakuje”, rekao je dr M. Rea Sedon za Slinki, „On se nekako spušta.” Video je pripremljen da podstakne interesovanje dece školskog uzrasta za osnovne principe fizike i fenomen bestežinskog stanja.
Godine 1992, u Bišopovom muzeju u Honolulu na Havajima održana je interaktivna putujuća izložba koju je razvio Franklinov institut iz Filadelfije, pod nazivom „Šta stvara muziku?“. Između ostalog, posetioci su mogli da ispitaju šta stvara muzički zvuk stvaranjem talasa na verziji igračke Slinki dugoj osam stopa.

## Literatura
- US patent 4120929, Reum, Donald James, "Method for producing a spirally wound plastic article", issued 17 October 1978
- Ikenson, Ben. Patents: Ingenious Inventions: How They Work and How They Came to Be.
- Slinky drop physics - video of extended Slinky being dropped. Discover magazine. 26. 9. 2011. Архивирано из оригинала 02. 09. 2013. г. Приступљено 22. 11. 2020.
- Cross, Rod C.; Wheatland, Mike S. (22. 8. 2012). „Modeling a falling slinky”. American Journal of Physics. 80 (12): 1051. Bibcode:2012AmJPh..80.1051C. arXiv:1208.4629 . doi:10.1119/1.4750489.
- Cross, Rod C.; Wheatland, Mike S. (2012). „Modeling a falling slinky”. American Journal of Physics. American Association of Physics Teachers. 80 (12): 1051. Bibcode:2012AmJPh..80.1051C. arXiv:1208.4629 . doi:10.1119/1.4750489.

## Spoljašnje veze
- McDowell, Edwin (1998-11-28). „Helen H. Malsed, 88, Creator of Slinky Toys”. The New York Times. Приступљено 2009-02-26.
- Witchel, Alex (1996-02-21). „Talking Toys with Betty James; Persevering for Family and Slinky”. The New York Times. Приступљено 2009-02-26.